# Andreas Krenzke

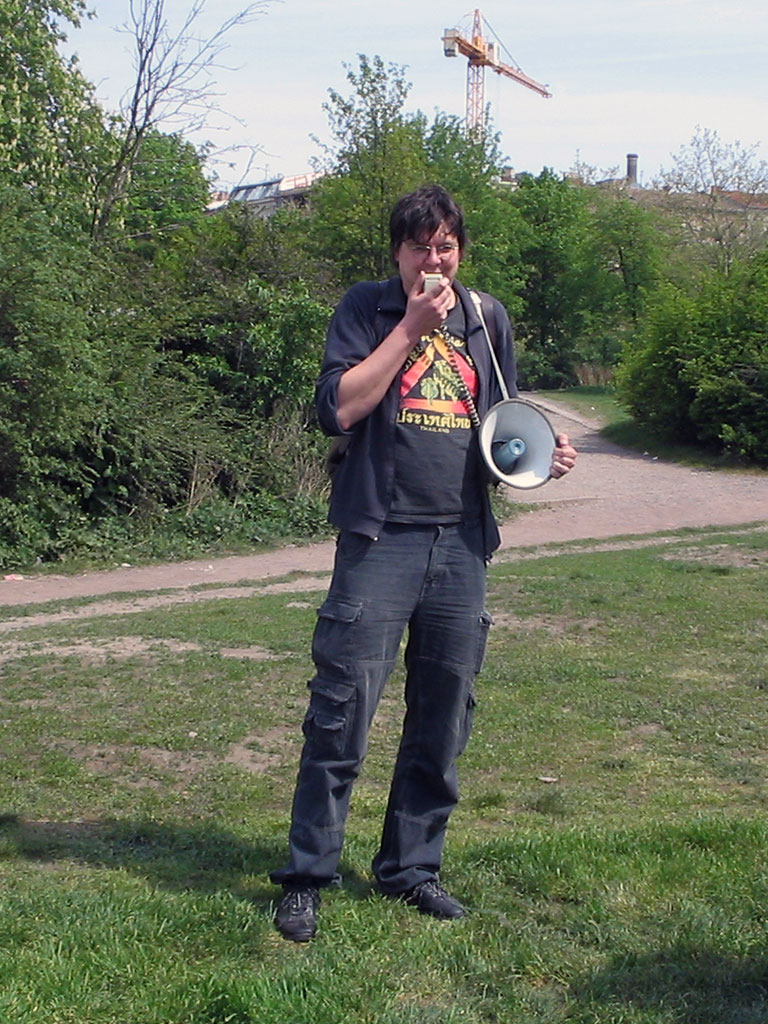
Andreas Krenzke beim ersten Internationalen Kampf- und Feiertag der Arbeitslosen (2. Mai 2005)

Andreas Krenzke (* 1971 in Ost-Berlin; Pseudonym Spider) ist ein deutscher Schriftsteller und Autor, Gründer der Lesebühne LSD – Liebe statt Drogen und Mitglied der Lesebühne Die Surfpoeten.

## Leben
Im Jahr 1971 wird Krenzke in Ost-Berlin geboren. Von 1987 bis 1990 macht er eine Lehre im VEB Elektrokohle Lichtenberg zum Facharbeiter für BMSR-Technik und bekommt von seinen Arbeitskollegen den Spitznamen „Spider“. Ab der Wende (1990–1994) wurde er – im nun ehemaligen staatlichen Betrieb – auf „Null-Stunden-Kurzarbeit“ gesetzt. Daraufhin absolviert er ein Abitur an der Volkshochschule und begann ein Studium der Physik, das er nach zwei Monaten abbrach.
Unter seinem Pseudonym gründet Spider im Jahr 1996 die Berliner Lesebühne Supernova, die später Ein Keller Buntes heißt und heute unter dem Namen LSD – Liebe statt Drogen bekannt ist. Von 2000 bis 2009 ist Spider ein festes Mitglied der Lesebühne Die Surfpoeten.
Seit dem Jahr 2000 absolvierte er etliche Auftritte überall in Deutschland, aber auch in der Schweiz, Frankreich, den Niederlanden und Dänemark. Er schrieb Kolumnen für mehrere Tageszeitungen (z. B. Berliner Zeitung) und gilt zusammen mit Ahne als Initiator der regelmäßig am 2. Mai in Berlin stattfindenden Demonstration anlässlich des Internationalen Kampf- und Feiertages der Arbeitslosen.
Er ist seit 2020 Mitglied der Reformbühne Heim & Welt.
Andreas Krenzke wurde für den Prix Pantheon, St. Ingberter Pfanne und den Hamburger Comedy-Pokal nominiert.

## Werk
- Ahne, Spider, Michael Stein, Robert Weber, Lt. Surf, Tube: Die Surfpoeten. Voland & Quist, Dresden/Leipzig 2004, ISBN 3-938424-01-X.
- Im Arbeitslosenpark. Voland & Quist, Dresden/Leipzig 2006, ISBN 978-3-938424-12-4.
- Michael Ebeling, Spider, Volker Strübing, Tube, Ivo & Sascha, Uli Hannemann: Liebe statt Drogen: Lesebühnenliteratur aus Berlin. Voland & Quist, Dresden/Leipzig 2006, ISBN 978-3-938424-14-8.
- Ahne, Spider, Michael Stein, Robert Weber, Lt. Surf, Tube: Die Rückkehr der Surfpoeten. Voland & Quist, Dresden/Leipzig 2007, ISBN 978-3-938424-24-7.
- Imbiss wie damals. Voland & Quist, Dresden/Leipzig 2008, ISBN 978-3-938424-29-2.